# ラバーラバ

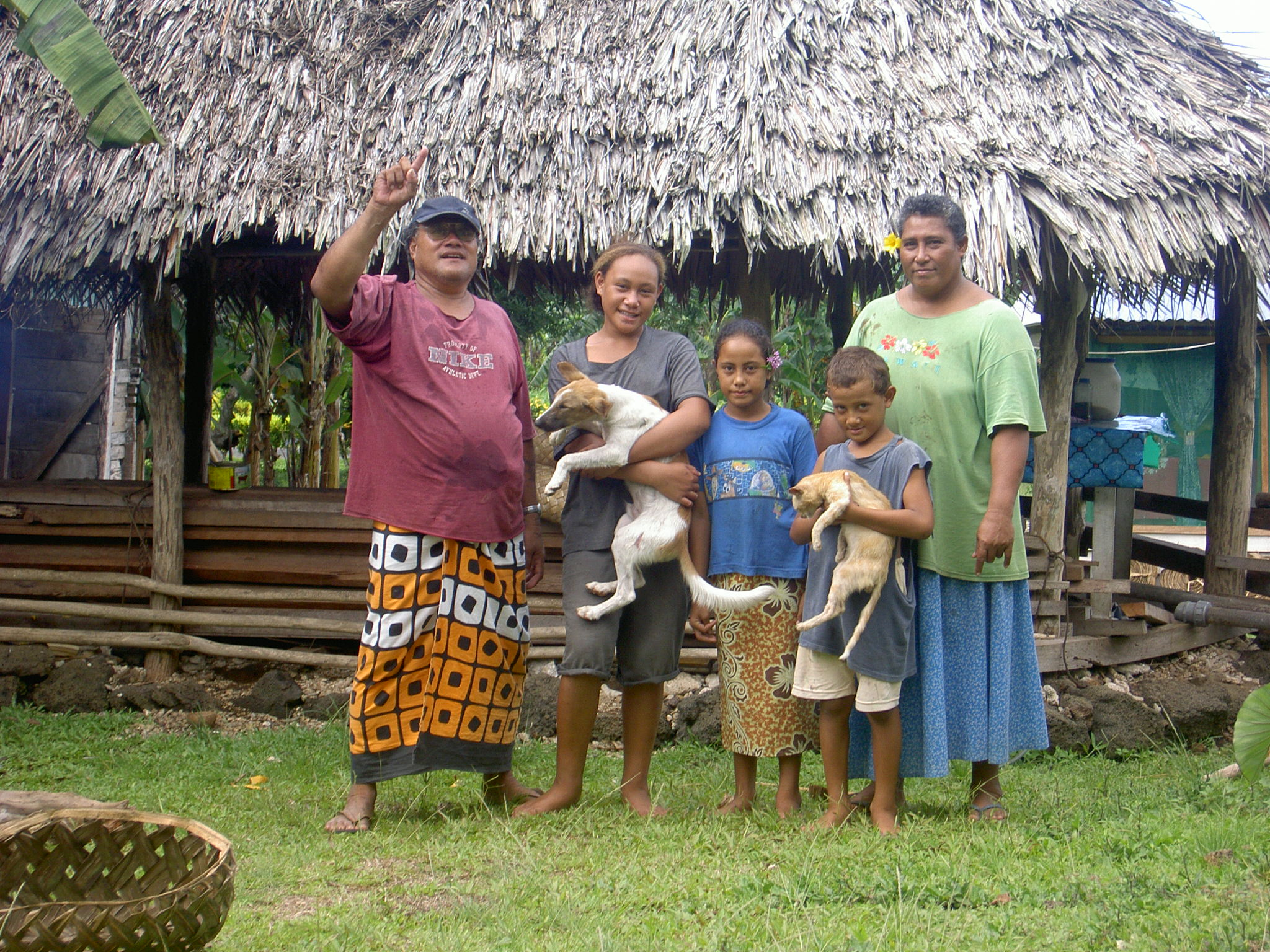
サモアの家族

ラバーラバ (Lava-Lava) とはポリネシア（特にトンガ、サモア、ミクロネシア、ハワイ）の住民の服装である。シンプルな四角形の織物でキルトやスカートのように体を包み、学生服やビジネススーツとして男女ともに着用される。
似たような服装としてパプアニューギニアや南太平洋で着用されるラップラップがある。